# Mistrzostwa Polski w Podnoszeniu Ciężarów 1992
Mistrzostwa Polski w Podnoszeniu Ciężarów Mężczyzn 1992 – 62. edycja mistrzostw, która odbyła się w Siedlcach w dniach 20–22 marca 1992 roku.

## Wyniki
| Konkurencja: | Złoto:                                | Wynik             | Srebro:                                   | Wynik             | Brąz:                                    | Wynik             |
| 52 kg        | Sławomir Ruszczyk Okęcie Warszawa     | 222,5 (95+127,5)  | Stanisław Rogielski Śląsk Tarnowskie Góry | 215 (100+115)     | Henryk Rok Światowit Myszków             | 210 (92,5+117,5)  |
| 56 kg        | Jacek Gutowski Legia Warszawa         | 260 (117,5+142,5) | Jan Harasiuk Legia Warszawa               | 227,5 (100+127,5) | Ryszard Ciupa WLKS Siedlce               | 225 (100+125)     |
| 60 kg        | Stanisław Szarek WLKS Siedlce         | 255 (115+140)     | Marek Gorzelniak Śląsk Wrocław            | 252,5 (115+137,5) | Jacek Lipiński Śląsk Tarnowskie Góry     | 245 (110+135)     |
| 67,5 kg      | Marek Seweryn Śląsk Tarnowskie Góry   | 305 (135+170)     | Bogdan Bakuła Śląsk Tarnowskie Góry       | 285 (125+160)     | Tomasz Babyn Budowlani Opole             | 280 (127,5+152,5) |
| 75 kg        | Andrzej Kozłowski Budowlani Opole     | 347,5 (157,5+190) | Marek Zielonka LKS Terespol               | 305 (142,5+162,5) | Kazimierz Długoszewski Światowit Myszków | 305 (142,5+162,5) |
| 82,5 kg      | Eugeniusz Mierzeński Budowlani Opole  | 360 (160+200)     | Krzysztof Siemion Budowlani Opole         | 360 (160+200)     | Włodzimierz Chlebosz Śląsk Wrocław       | 347,5 (157,5+190) |
| 90 kg        | Sergiusz Wołczaniecki Budowlani Opole | 402,5 (180+222,5) | Mariusz Rybka Legia Warszawa              | 350 (157,5+192,5) | Roman Półrola Lublinianka Lublin         | 337,5 (152,5+185) |
| 100 kg       | Waldemar Malak Lechia Gdańsk          | 397,5 (182,5+215) | Włodzimierz Ostapski Zagłębie Wałbrzych   | 390 (177,5+212,5) | Piotr Krukowski Budowlani Opole          | 370 (167,5+202,5) |
| 110 kg       | Dariusz Osuch Światowit Myszków       | 375 (165+210)     | Sylwester Ostrowski Śląsk Wrocław         | 355 (160+195)     | Krzysztof Zawadzki Legia Warszawa        | 347,5 (157,5+190) |
| +110 kg      | Stanisław Małysa Legia Warszawa       | 382,5 (177,5+205) | Wojciech Piechowiak Budowlani Nowy Tomyśl | 345 (155+190)     | Mirosław Sikorski WLKS Siedlce           | 330 (145+185)     |